# Jakov III., kralj Škotske
Jakov III. (eng. James III) (?, svibnja 1452. – kraj Stirlinga, 11. lipnja 1488.), škotski kralj od 1460. do smrti, 1488. godine; odvjetak dinastije Stuart. Nije imao uspjeha u uspostavi središnje kraljevske vlasti. Naposljetku je poginuo u borbi protiv pobunjenog škotskog plemstva, koje je za novog kralja izabralo njegova sina Jakova IV.

## Životopis
Za njegove maloljetnosti, državom je, do svoje smrti 1463. godine, upravljala njegova majka, regentkinja Marija od Gueldersa, a nakon toga domaći velikaši (do 1469.). Oženio se danskom princezom Margaretom Danskom, od koje je, kao miraz, dobio Orkney i Shetland, koji su tada konačno došli pod škotsku vlast.
Bio je slab i nepopularan vladar. Tijekom vladavine suočio se s više izazova, uključujući  pobunu Boydova od Kilmarnocka, koji su naposljetku protjerani u Nizozemsku. Također, sukobio se i s braćom, Aleksandrom od Albanyja i Johnom od Mara, koje je dao zarobiti 1479. godine pod optužbom za veleizdaju. Godine 1482. Englezi su izvršili napad na Škotsku, kako bi poduprli zahtjev Aleksandra od Albanyja za škotskom krunom. Škotsko plemstvo diglo je pobunu protiv kralja i zatvorilo ga u Edinburškom dvorcu. Kralj je poslije pušten na slobodu i pomirio se s bratom Aleksandrom.
Godine 1488. škotski plemići su se opet pobunili protiv kralja Jakova III., koji je na kraju poginuo, nakon čega ga je naslijedio sin Jakov IV.

## Vanjske poveznice
|  | Zajednički poslužitelj ima još gradiva o temi Jakov III., kralj Škotske |

- Jakov III. Hrvatska enciklopedija
- Jakov III. Proleksis enciklopedija
- Jakov III., kralj Škotske Britannica (engl.)
- Kralj Jakov III. Škotski (1460.-1488.) - britroyals.com (engl.)
- Kralj Jakov III. - undiscoveredscotland.co.uk (engl.)

| Prethodnik:                    | Kralj Škota (1460. – 1488.) | Nasljednik:                    |
| Jakov II. Stuart (1437.-1460.) | Kralj Škota (1460. – 1488.) | Jakov IV. Stuart (1488.-1513.) |